# Trường Lâm
Trường Lâm là một xã thuộc tỉnh Thanh Hóa, Việt Nam.
Được thành lập ngày 16 tháng 6 năm 2025 trên cơ sở các xã Tân Trường, Trường Lâm của thị xã Nghi Sơn, xã Trường Lâm chính thức hoạt động từ ngày 1 tháng 7 năm 2025.

## Địa lý
Xã Trường Lâm nằm ở cửa ngõ phía đông nam của tỉnh Thanh Hóa, có vị trí địa lý:
- Phía đông giáp các phường Hải Bình, Nghi Sơn
- Phía bắc giáp phường Trúc Lâm
- Phía tây bắc giáp xã Thanh Kỳ
- Phía tây và phía nam giáp tỉnh Nghệ An.

Xã Trường Lâm có diện tích tự nhiên 68,16 km², quy mô dân số năm 2024 là 21.582 người, mật độ dân số đạt 317 người/km².

## Lịch sử
Địa giới hành chính xã Trường Lâm trước đây là các xã Tân Trường, Trường Lâm, nằm ở phía tây nam thị xã Nghi Sơn.
Ngày 16 tháng 6 năm 2025, thị xã Nghi Sơn bị giải thể do bỏ cấp huyện; xã Trường Lâm được thành lập theo Nghị quyết số 1686/NQ-UBTVQH15 của Ủy ban Thường vụ Quốc hội trên cơ sở sáp nhập toàn bộ diện tích tự nhiên và quy mô dân số của 2 xã Tân Trường, Trường Lâm.
Xã này chính thức hoạt động từ ngày 1 tháng 7 năm 2025, là đơn vị hành chính trực thuộc tỉnh Thanh Hóa.

### Xã Trường Lâm trước 16/6/2025
Trước đây, Trường Lâm là một xã thuộc huyện Tĩnh Gia.
Ngày 22 tháng 4 năm 2020, Ủy ban Thường vụ Quốc hội ban hành Nghị quyết số 933/NQ-UBTVQH14 thành lập thị xã Nghi Sơn trên cơ sở toàn bộ diện tích và dân số của huyện Tĩnh Gia. Xã Trường Lâm thuộc thị xã Nghi Sơn như hiện nay.

## Hành chính
Xã Trường Lâm có 24 thôn. Dưới đây là danh sách các thôn theo địa giới từng xã cũ:
| Mã    | Tên phường | Hành chính | Hành chính |
| Mã    | Tên phường | Số lượng   | Danh sách |
| ----- | ---------- | ---------- | --- |
| 16636 | Tân Trường | 11 thôn    | 3, 6, 7, 8, 13, Đồng Lách, Lâm Quảng, Quyết Thắng, Tam Sơn, Tân Phúc, Thông Bái                                                              |
| 16648 | Trường Lâm | 13 thôn    | Bình Minh, Hòa Lâm, Minh Châu, Minh Lâm, Nam Trường, Ninh Sơn, Sơn Thủy, Tân Lập, Tân Thanh, Trường An, Trường Cát, Trường Sơn, Trường Thanh |

## Giao thông
Từ xa xưa trên địa bàn xã này có tuyến kênh Nhà Lê nối từ kinh đô Hoa Lư đến Đèo Ngang đi qua, là tuyến đường thủy đầu tiên trong lịch sử Việt Nam và được coi là tuyến đường Hồ Chí Minh trên sông vì những đóng góp cho các cuộc chiến tranh của người Việt.
Đây là địa phương có tuyến đường cao tốc Nghi Sơn – Diễn Châu đi qua.